# Fletcher School
Die Fletcher School (voller Name: The Fletcher School of Law and Diplomacy) ist eine Graduiertenschule der Tufts University in Medford/Somerville (Massachusetts). 1933 wurde sie als älteste Graduiertenschule der USA, die sich dem Studium internationaler Beziehungen widmet, von der Tufts-Universität gegründet.

## Geschichte
Eine Hinterlassenschaft in Höhe von drei Millionen US-Dollar durch den Anwalt Austin Barclay Fletcher im Jahr 1923 ermöglichte die Gründung. Bis auf zwei Professoren waren alle Mitglieder des Kollegiums der Anfangsjahre Professoren der Harvard Law School. Im Jahr 1934 übernahm Tufts die Verwaltung des Instituts. Die Verbindung zu Harvard zeigt sich heute noch im gegenseitigen Recht zur Nutzung der Bibliotheken und dem Besuch von Kursen sowohl in Harvard als auch in Tufts (für Fletcher Studenten an den Instituten HBS, HLS und KSG).
Seit ihrer Gründung versteht sich die Fletcher School als professional school. Das Ziel der Lehre ist nicht allein die wissenschaftliche, sondern vor allem eine berufsvorbereitende Ausbildung. In diesem Sinne besitzt ein großer Teil der Dozenten praktische Erfahrung außerhalb der Wissenschaft und ist weiterhin beratend und politisch tätig. Der Dekan, James G. Stavridis, ist ein ehemaliger Admiral der US Navy und diente zwischen Juli 2009 bis Mai 2013 als Supreme Allied Commander Europe der NATO.

## Lehrangebot
In multidisziplinärem Studium werden in ausschließlich postgradualen Studiengängen die Titel Doctor of Philosophy und verschiedene Master of Arts verliehen, zumeist für »Rechtswissenschaft und Diplomatie«, aber auch für »Internationales Management« sowie in einem großteils als internetbasiertem Fernstudiengang ausgelegten, berufsbegleitenden Programm der Titel des »Global Master of Arts«.
Das Kursangebot gliedert sich in folgende Bereiche:
- Internationales Recht und Organisationen
- Diplomatie, Geschichte und Politik
- VWL und Internationale BWL (Economics and International Business)

Cabot Center (im Hintergrund) und Gifford House

Das Institut bietet zudem vielfältige Möglichkeiten zum Doppelstudium (double degree), die neben dem Abschluss in Fletcher unter anderem zum Juris Doctor (Harvard Law School, Boalt Hall School of Law at UC Berkeley), zum MBA (Tuck School of Business at Dartmouth, HEC Paris) oder zu anderen Abschlüssen führen.

## Sonstiges
In Talloires, nahe Genf, veranstaltet die Fletcher School ein jährliches Symposium in einem ehemaligen Benediktinerkloster, das zum European Center der Tufts University gehört.
Die Fletcher School legt großen Wert auf eine enge Gemeinschaft der Studierenden und versucht diese Tradition trotz der, im Vergleich zu den Anfangsjahren, gestiegenen Studentenzahlen zu bewahren. Die Schule fördert dies aktiv durch die, auch finanzielle, Unterstützung von über 40 Clubs und Organisationen. Jedes Jahr fahren die Studenten gemeinsam nach New York im Herbst und Washington, D.C. im Frühling zu "career trips" und treffen dort Arbeitgeber und Alumni. An dem jährlichen Skiausflug nach Maine nehmen über 300 Fletcher-Studenten und zudem auch Studenten befreundeter Institute teil.
Von 2004 bis 2006 lehrte der ehemalige Verteidigungsminister Rudolf Scharping als Professor für Internationale Politik an der Fletcher School.

## Alumni
- Melinda Crane, US-amerikanische Journalistin und Moderatorin; lebt in Deutschland
- Carl Cundiff, Botschafter der Vereinigten Staaten in Niger
- Darlene Sambo Dorough, inuit-amerikanische Rechtswissenschaftlerin und Vorsitzende des Inuit Circumpolar Council
- David Grann, Journalist und Schriftsteller
- Wolfgang Ischinger, Vorsitzender der Münchner Konferenz für Sicherheitspolitik und Botschafter der Bundesrepublik Deutschland in den Vereinigten Staaten und Großbritannien
- Kostas Karamanlis, Premierminister Griechenlands
- Christoph Müller, Botschafter der Bundesrepublik Deutschland in Australien
- Bernd Mützelburg, Botschafter der Bundesrepublik Deutschland in Indien
- Bill Richardson, Gouverneur von New Mexico
- Klaus Scharioth, Botschafter der Bundesrepublik Deutschland in den Vereinigten Staaten
- Konrad Seitz, Autor und Diplomat